# Nanocnide japonica
Nanocnide japonica är en nässelväxtart som beskrevs av Carl Ludwig von Blume. Nanocnide japonica ingår i släktet Nanocnide och familjen nässelväxter. Inga underarter finns listade i Catalogue of Life.

## Bildgalleri

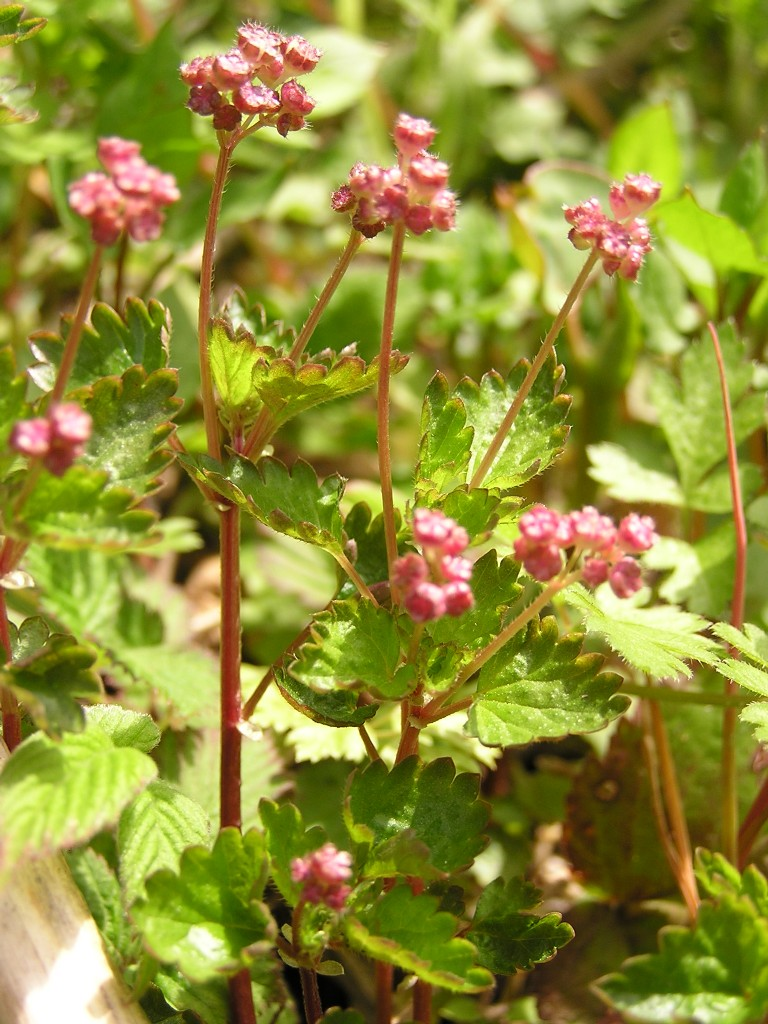